# Клюси (Роменський район)
Клюси́ —  село в Україні, у Роменському районі Сумської області. Населення становить 48 осіб. Входить до складу Синівської сільської громади.
Після ліквідації Липоводолинського району 19 липня 2020 року село увійшло до Роменського району.

## Географія
Село Клюси розташоване на правому березі річки Грунь, вище за течією на відстані 1 км розташоване село Василівка (Сумський район), нижче за течією на відстані 0.5 км на протилежному березі село Капустинці.

## Історія
Село постраждало внаслідок геноциду українського народу, проведеного урядом СРСР 1923-1933 та 1946-1947 роках.
До 2018 року орган місцевого самоврядування — Капустинська сільська рада.